# Antoine-Augustin Renouard

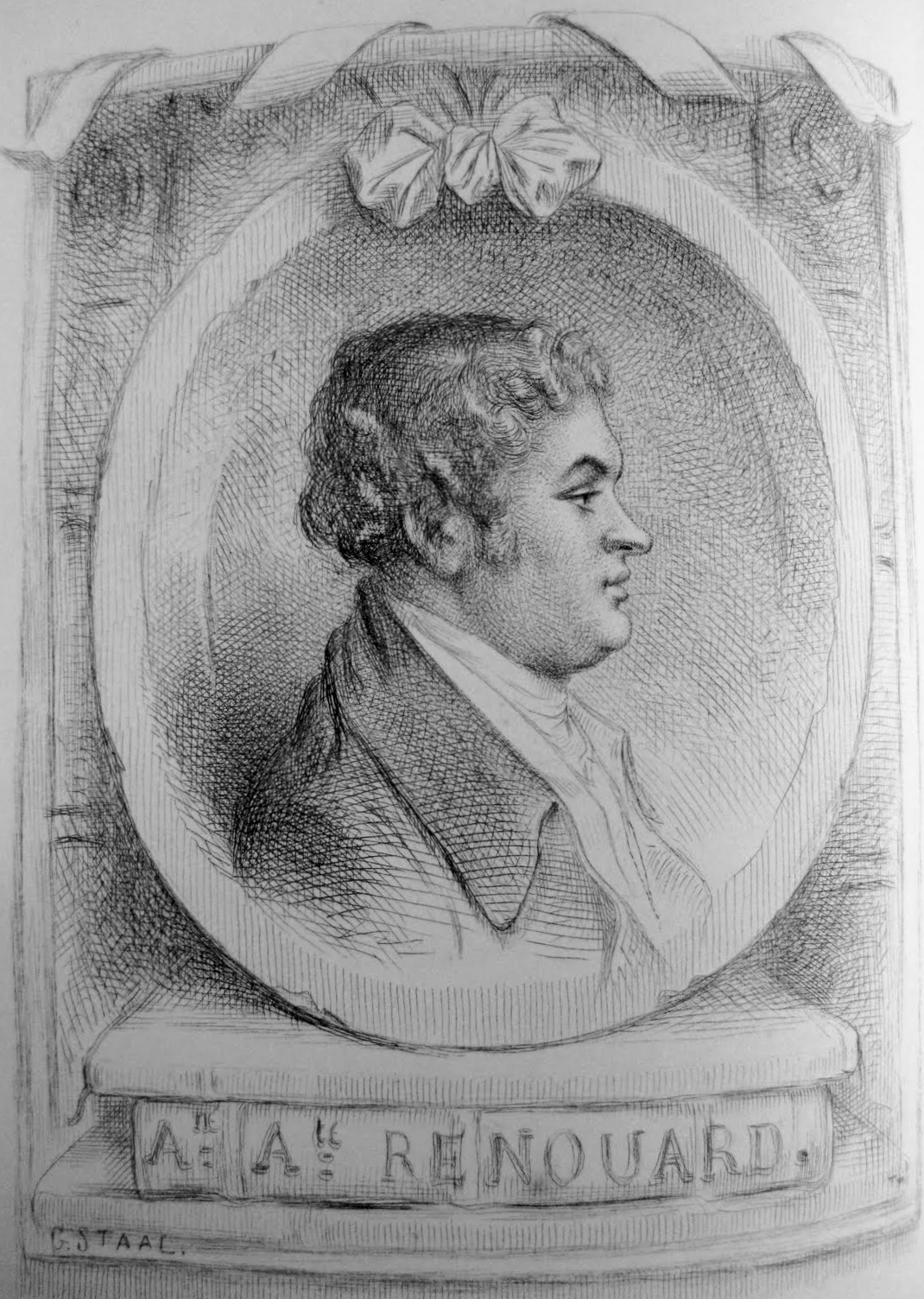
Antoine-Augustin Renouard.

Antoine-Augustin Renouard, född den 21 september 1765 i Paris, död den 15 december 1853 i Saint-Valery-sur-Somme, var en fransk bibliograf. Han var far till Augustin-Charles Renouard.
Renouard utmärkte sig som förläggare genom vackra och korrekta editioner av franska och latinska klassiker samt författade bland annat de värdefulla bibliografiska arbetena Annales de l'imprimerie des Alde (1803-12; 3:e upplagan 1834) och Annales de l'imprimerie des Estienne (1837-38; ny upplaga 1843).

## Fotnoter
1. ↑  Léonoredatabasen, Frankrikes kulturministerium, Léonore-ID: LH//2301/2, läst: 9 oktober 2017.[källa från Wikidata]
2. 1 2  GeneaStar, GeneaStar person-ID: renouarda.[källa från Wikidata]
3. 1 2  Roglo, person-ID på Roglo: p=antoine+augustin;n=renouard.[källa från Wikidata]